# Kang Deuk-soo
Kang Deuk-soo (ur. 26 kwietnia 1961 w Paju) – południowokoreański piłkarz występujący na pozycji pomocnika.

## Kariera klubowa
Kang karierę rozpoczynał w 1980 roku w drużynie z Yonsei University. W 1984 roku trafił do klubu Lucky-Goldstar Hwangso. Rok później zdobył z klubem mistrzostwo Korei Południowej.
W 1990 roku Kang odszedł do drużyny Hyundai Horang-i. W 1991 roku wywalczył z nią wicemistrzostwo Korei Południowej. W tym samym roku zakończył karierę.

## Kariera reprezentacyjna
W reprezentacji Korei Południowej Kang zadebiutował w 1980 roku. W 1986 roku został powołany do kadry na Mistrzostwa Świata. Na Mundialu w Meksyku był rezerwowym i nie wystąpił w żadnym meczu.

## Kariera trenerska
Po zakończeniu kariery piłkarskiej Kang został trenerem. Dotychczas prowadził szkolne zespoły Semyeongcomputer High School i Nunggok High School.